# William S. Taylor
William Sylvester Taylor, född 10 oktober 1853 i Butler County, Kentucky, död 2 augusti 1928 i Indianapolis, Indiana, var en amerikansk politiker. Han var Kentuckys guvernör 1899–1900.
Taylor var verksam som jordbrukare i Kentucky. Han arbetade en tid som lärare och studerade dessutom juridik. I presidentvalet 1880 stödde han greenbackpartiets kandidat James B. Weaver. Därefter bytte han parti och gick 1884 med i republikanerna. Han var Kentuckys justitieminister 1895–1899.
Republikanerna i Kentucky nominerade Taylor som partiets kandidat i guvernörsvalet 1899 och han vann valet mycket knappt mot demokraten William Goebel. Den 12 december 1899 tillträdde Taylor sedan som guvernör. Demokraterna hade dock majoritet i delstatens lagstiftande församling och enligt dem hade Taylor vunnit tack vare valfusk. Taylor avsattes efter att Goebel hade framgångsrikt överklagat valresultatet. Goebel hade blivit mordhotad om han tillträder guvernörsämbetet och den 30 januari 1900 sköts han sedan ned. Delstatens lagstiftande församling förklarade officiellt att Goebel hade tillträtt som guvernör men han avled kort därefter. Taylor anklagades för att ha varit inblandad i mordet på Goebel och han flydde till Indiana där han sedan bodde resten av sitt liv. Indiana överlämnade aldrig Taylor till Kentucky. År 1909 benådades Taylor av guvernör Augustus E. Willson. I Indiana gjorde Taylor en framgångsrik karriär som direktör inom försäkringsbranschen.
Taylor avled 1928 och gravsattes på Crown Hill Cemetery i Indianapolis.